# タイロン・ツォイゲ
タイロン・ツォイゲ（Tyron Zeuge, 1992年5月12日 - ）は、ドイツ・ベルリン出身のプロボクサー。元世界ボクシング協会 (WBA) 世界スーパーミドル級王者。

## 経歴
2012年3月31日、ウィルフリード・ザウアーラント率いるザウアーラント・イベントと契約を交わしプロデビュー。
2014年1月25日、ギオルギ・ベロシュビリと世界ボクシング機構 (WBO) 世界スーパーミドル級ユース王座決定戦を行い、10回3-0（3者ともに100-89）の判定勝ちを収め王座獲得に成功した。
2014年4月5日、ゲオルゲ・サバウと対戦し、9回37秒TKO勝ちを収め初防衛に成功した。
2014年6月7日、アルマンド・クルハイと対戦し、9回1分12秒TKO勝ちを収め2度目の防衛に成功した。
2014年8月16日、ベイカー・バラカットと国際ボクシング連盟 (IBF) インターナショナルスーパーミドル級王座決定戦を行い、9回1分5秒TKO勝ちを収め王座獲得に成功した。
2014年12月6日、ステパン・ボジッチと対戦し、ボジッチが5回に終了時棄権したため初防衛に成功した。
2015年4月25日、ニコラ・スジェクロカと対戦し12回3-0（120-107、2者が117-110）の判定勝ちを収め2度目の防衛に成功した。
2016年7月16日、ベルリンのマックス・シュメリング・ハレにてWBA世界スーパーミドル級レギュラー王者でグローバルボクシング連合 (GBU) 世界スーパーミドル級王者のジョバンニ・デ・カロリスと対戦し、12回1-0（2者が114-114、115-114）で引き分け、WBAレギュラー王座およびGBU王座の獲得に失敗、ドイツのプロボクサー史上最年少での王座獲得に失敗した。11月5日、ポツダムのMBSアレーナ・ポツダムに舞台を移し、前戦で引き分けたデ・カロリスと4か月ぶりにダイレクトリマッチで再戦し、12回2分41秒TKO勝ちを収め王座獲得に成功した。
2017年3月25日、MBSアレーナ・ポツダムでWBA世界スーパーミドル級3位のアイザック・エクポと対戦し、5回3-0（49-46、48-47、49-47）の負傷判定勝ちを収め、初防衛に成功した。
2017年4月21日、WBAはエクポ陣営からの再戦要請を承認し、ツォイゲとエクポに対し再戦するよう指令を出した。ツォイゲ対エクポ戦の勝者はWBA世界スーパーミドル級1位のヒョードル・チュディノフとWBA世界スーパーミドル級2位のジョージ・グローブスの間で行われるWBA世界スーパーミドル級スーパー王座決定戦の勝者との対戦義務を負う。5月27日、グローブスがWBA世界スーパーミドル級スーパー王座決定戦でチュディノフを下してスーパー王座を獲得したため、ツォイゲは正規王者からレギュラー王者に降格した。
2017年6月17日、ヴェッツラーのリッタル・アレーナ・ヴェッツラーでWBA世界スーパーミドル級5位のポール・スミスと対戦し、12回3-0（3者とも119-108）の判定勝ちを収め2度目の防衛に成功した。8月17日、WBAは勝者がエクポと対戦することを条件にツォイゲに対しスミスと対戦する特別許可を与えたにもかかわらずツォイゲとエクポの間で対戦交渉が合意に至らなかったため、30日以内に再戦することで合意するよう指令を出したがこれも合意に至らず、同月28日にWBA本部で入札を行うと発表した。12月2日にエクポと再戦することが決定したが、11月27日、ツォイゲの病気で試合延期となった。
2018年3月24日、ハンブルクのエーデル・オプティクス・プンクト・デーエー・アレーナでWBA世界スーパーミドル級1位のエクポと再戦し、2回23秒TKO勝ちを収め3度目の防衛に成功した。
2018年7月14日、オッフェンブルクのバーデン・アリーナでWBA世界スーパーミドル級4位のロッキー・フィールディングと対戦し、5回2分30秒TKO負けを喫し4度目の防衛に失敗、王座から陥落しドイツから世界王者が不在になった。
2018年8月6日、デビュー時から所属していたザウアーラント・イベントからプロモート契約を破棄されザウアーラント・イベントから離脱した。11月15日、インゴ・ヴォルクマン率いる新興プロモーションであるアルゴ・スポーツと契約を交わした。
2022年8月、アルゴ・スポーツとの方向性の違いから契約満了をもってアルゴ・スポーツから離脱、フィデス・スポーツに移籍した。

## 獲得タイトル
- WBO世界スーパーミドル級ユース王座
- IBFインターナショナルスーパーミドル級王座
- WBA世界スーパーミドル級王座（防衛3）
- ヨーロッパボクシング連合 (EBU) ヨーロッパスーパーミドル級王座